# Sinularia anomala
Sinularia anomala är en korallart som beskrevs av Verseveldt och Benayahu 1983. Sinularia anomala ingår i släktet Sinularia och familjen läderkoraller. Inga underarter finns listade i Catalogue of Life.